# Gajang botong-ui yeon-ae
Gajang botong-ui yeon-ae (가장 보통의 연애?), noto anche con il titolo internazionale Crazy Romance, è un film del 2019 scritto e diretto da Kim Han-gyul.

## Trama
Jae-hoon è stato lasciato dalla fidanzata, mentre Sun-young ha scoperto che il fidanzato la tradiva; mentre i due cercano di andare avanti con le proprie vite, si ritrovano a lavorare insieme.